# HD119419
HD119419 — хімічно пекулярна зоря спектрального класу A0, що має видиму зоряну величину в смузі V приблизно  6,5.
Вона  розташована на відстані близько 367,3 світлових років від Сонця.

## Фізичні характеристики
Телескоп Гіппаркос зареєстрував фотометричну змінність  даної зорі з періодом    2,60 доби в межах від  Hmin= 6,43 до  Hmax= 6,38.

## Пекулярний хімічний склад
Зоряна атмосфера HD119419 має підвищений вміст 
Si
.

## Магнітне поле
Спектр даної зорі вказує на наявність магнітного поля у її зоряній атмосфері.
Напруженість повздовжної компоненти поля оціненої з аналізу
становить 1835,4± 493,9 Гаус.